# 9e étape du Tour de France 2021
Pour un article plus général, voir Tour de France 2021.
La 9e étape du Tour de France 2021 se déroule le dimanche 4 juillet 2021 entre Cluses et Tignes, sur une distance de 144,9 kilomètres.

## Résultats

### Classement de l'étape
| Classement de la 9e étape | Classement de la 9e étape | Classement de la 9e étape | Classement de la 9e étape | Classement de la 9e étape |
|                           | Coureur                   | Pays                      | Équipe                    | Temps                     |
| ------------------------- | ------------------------- | ------------------------- | ------------------------- | ------------------------- |
| 1er                       | Ben O'Connor              | Australie                 | AG2R Citroën              | en 4 h 26 min 43 s        |
| 2e                        | Mattia Cattaneo           | Italie                    | Deceuninck-Quick Step     | + 5 min 7 s               |
| 3e                        | Sonny Colbrelli           | Italie                    | Bahrain Victorious        | + 5 min 34 s              |
| 4e                        | Guillaume Martin          | France                    | Cofidis                   | + 5 min 36 s              |
| 5e                        | Franck Bonnamour          | France                    | B&B Hotels p/b KTM        | + 6 min 2 s               |
| 6e                        | Tadej Pogačar             | Slovénie                  | UAE Team Emirates         | + 6 min 2 s               |
| 7e                        | Richard Carapaz           | Équateur                  | Ineos Grenadiers          | + 6 min 34 s              |
| 8e                        | Jonas Vingegaard          | Danemark                  | Jumbo-Visma               | + 6 min 34 s              |
| 9e                        | Enric Mas                 | Espagne                   | Movistar                  | + 6 min 34 s              |
| 10e                       | Rigoberto Urán            | Colombie                  | EF Education-Nippo        | + 6 min 34 s              |
| modifier                  |                           |                           |                           |                           |

### Points attribués
| Sprint intermédiaire Praz-sur-Arly (km 32,7) | Sprint intermédiaire Praz-sur-Arly (km 32,7) | Sprint intermédiaire Praz-sur-Arly (km 32,7) | Sprint intermédiaire Praz-sur-Arly (km 32,7) | Sprint intermédiaire Praz-sur-Arly (km 32,7) |
| -------------------------------------------- | -------------------------------------------- | -------------------------------------------- | -------------------------------------------- | -------------------------------------------- |
|                                              | Coureur                                      | Pays                                         | Équipe                                       | Point(s)                                     |
| 1er                                          | Sonny Colbrelli                              | Italie                                       | Bahrain Victorious                           | 20                                           |
| 2e                                           | Michael Matthews                             | Australie                                    | BikeExchange                                 | 17                                           |
| 3e                                           | Julian Alaphilippe                           | France                                       | Deceuninck-Quick Step                        | 15                                           |
| 4e                                           | Dylan Teuns                                  | Belgique                                     | Bahrain Victorious                           | 13                                           |
| 5e                                           | Stefan Küng                                  | Suisse                                       | Groupama-FDJ                                 | 11                                           |
| 6e                                           | Christopher Juul Jensen                      | Danemark                                     | BikeExchange                                 | 10                                           |
| 7e                                           | Bauke Mollema                                | Pays-Bas                                     | Trek-Segafredo                               | 9                                            |
| 8e                                           | Anthony Perez                                | France                                       | Cofidis                                      | 8                                            |
| 9e                                           | Lucas Hamilton                               | Australie                                    | BikeExchange                                 | 7                                            |
| 10e                                          | Sergio Higuita                               | Colombie                                     | EF Education-Nippo                           | 6                                            |
| 11e                                          | Wout Poels                                   | Pays-Bas                                     | Bahrain Victorious                           | 5                                            |
| 12e                                          | Ruben Guerreiro                              | Portugal                                     | EF Education-Nippo                           | 4                                            |
| 13e                                          | Élie Gesbert                                 | France                                       | Arkéa-Samsic                                 | 3                                            |
| 14e                                          | Patrick Konrad                               | Autriche                                     | Bora-Hansgrohe                               | 2                                            |
| 15e                                          | Nairo Quintana                               | Colombie                                     | Arkéa-Samsic                                 | 1                                            |
| modifier                                     |                                              |                                              |                                              |                                              |

| Arrivée d'étape Tignes (km 144,9) | Arrivée d'étape Tignes (km 144,9) | Arrivée d'étape Tignes (km 144,9) | Arrivée d'étape Tignes (km 144,9) | Arrivée d'étape Tignes (km 144,9) |
| --------------------------------- | --------------------------------- | --------------------------------- | --------------------------------- | --------------------------------- |
|                                   | Coureur                           | Pays                              | Équipe                            | Point(s)                          |
| 1er                               | Ben O'Connor                      | Australie                         | AG2R Citroën                      | 20                                |
| 2e                                | Mattia Cattaneo                   | Italie                            | Deceuninck-Quick Step             | 17                                |
| 3e                                | Sonny Colbrelli                   | Italie                            | Bahrain Victorious                | 15                                |
| 4e                                | Guillaume Martin                  | France                            | Cofidis                           | 13                                |
| 5e                                | Franck Bonnamour                  | France                            | B&B Hotels p/b KTM                | 11                                |
| 6e                                | Tadej Pogačar                     | Slovénie                          | UAE Team Emirates                 | 10                                |
| 7e                                | Richard Carapaz                   | Équateur                          | Ineos Grenadiers                  | 9                                 |
| 8e                                | Jonas Vingegaard                  | Danemark                          | Jumbo-Visma                       | 8                                 |
| 9e                                | Enric Mas                         | Espagne                           | Movistar                          | 7                                 |
| 10e                               | Rigoberto Urán                    | Colombie                          | EF Education-Nippo                | 6                                 |
| 11e                               | Nairo Quintana                    | Colombie                          | Arkéa-Samsic                      | 5                                 |
| 12e                               | Ruben Guerreiro                   | Portugal                          | EF Education-Nippo                | 4                                 |
| 13e                               | Wilco Kelderman                   | Pays-Bas                          | Bora-Hansgrohe                    | 3                                 |
| 14e                               | David Gaudu                       | France                            | Groupama-FDJ                      | 2                                 |
| 15e                               | Alexey Lutsenko                   | Kazakhstan                        | Astana-Premier Tech               | 1                                 |
| modifier                          |                                   |                                   |                                   |                                   |

### Bonifications en temps
|   | Coureur         | Pays      | Équipe                | Secondes |
| - | --------------- | --------- | --------------------- | -------- |
| 1 | Ben O'Connor    | Australie | AG2R Citroën          | 10 s     |
| 2 | Mattia Cattaneo | Italie    | Deceuninck-Quick Step | 6 s      |
| 3 | Sonny Colbrelli | Italie    | Bahrain Victorious    | 4 s      |

### Cols et côtes
| Côte de Domancy (km 19,6) 2e catégorie (2,5 km à 9,4 %) | Côte de Domancy (km 19,6) 2e catégorie (2,5 km à 9,4 %) | Côte de Domancy (km 19,6) 2e catégorie (2,5 km à 9,4 %) | Côte de Domancy (km 19,6) 2e catégorie (2,5 km à 9,4 %) | Côte de Domancy (km 19,6) 2e catégorie (2,5 km à 9,4 %) |
| ------------------------------------------------------- | ------------------------------------------------------- | ------------------------------------------------------- | ------------------------------------------------------- | ------------------------------------------------------- |
|                                                         | Coureur                                                 | Pays                                                    | Équipe                                                  | Point(s)                                                |
| 1er                                                     | Pierre Latour                                           | France                                                  | TotalEnergies                                           | 5                                                       |
| 2e                                                      | Harry Sweeny                                            | Australie                                               | Lotto-Soudal                                            | 3                                                       |
| 3e                                                      | Nairo Quintana                                          | Colombie                                                | Arkéa-Samsic                                            | 2                                                       |
| 4e                                                      | Michael Woods                                           | Canada                                                  | Israel Start-Up Nation                                  | 1                                                       |
| modifier                                                |                                                         |                                                         |                                                         |                                                         |

| Col des Saisies (km 49,4) 1re catégorie (9,4 km à 6,2 %) | Col des Saisies (km 49,4) 1re catégorie (9,4 km à 6,2 %) | Col des Saisies (km 49,4) 1re catégorie (9,4 km à 6,2 %) | Col des Saisies (km 49,4) 1re catégorie (9,4 km à 6,2 %) | Col des Saisies (km 49,4) 1re catégorie (9,4 km à 6,2 %) |
| -------------------------------------------------------- | -------------------------------------------------------- | -------------------------------------------------------- | -------------------------------------------------------- | -------------------------------------------------------- |
|                                                          | Coureur                                                  | Pays                                                     | Équipe                                                   | Point(s)                                                 |
| 1er                                                      | Wout Poels                                               | Pays-Bas                                                 | Bahrain Victorious                                       | 10                                                       |
| 2e                                                       | Nairo Quintana                                           | Colombie                                                 | Arkéa-Samsic                                             | 8                                                        |
| 3e                                                       | Michael Woods                                            | Canada                                                   | Israel Start-Up Nation                                   | 6                                                        |
| 4e                                                       | Sergio Higuita                                           | Colombie                                                 | EF Education-Nippo                                       | 4                                                        |
| 5e                                                       | Ben O'Connor                                             | Australie                                                | AG2R Citroën                                             | 2                                                        |
| 6e                                                       | Lucas Hamilton                                           | Australie                                                | BikeExchange                                             | 1                                                        |
| modifier                                                 |                                                          |                                                          |                                                          |                                                          |

| Col du Pré (km 80,9) Hors catégorie (12,6 km à 7,7 %) | Col du Pré (km 80,9) Hors catégorie (12,6 km à 7,7 %) | Col du Pré (km 80,9) Hors catégorie (12,6 km à 7,7 %) | Col du Pré (km 80,9) Hors catégorie (12,6 km à 7,7 %) | Col du Pré (km 80,9) Hors catégorie (12,6 km à 7,7 %) |
| ----------------------------------------------------- | ----------------------------------------------------- | ----------------------------------------------------- | ----------------------------------------------------- | ----------------------------------------------------- |
|                                                       | Coureur                                               | Pays                                                  | Équipe                                                | Point(s)                                              |
| 1er                                                   | Nairo Quintana                                        | Colombie                                              | Arkéa-Samsic                                          | 20                                                    |
| 2e                                                    | Sergio Higuita                                        | Colombie                                              | EF Education-Nippo                                    | 15                                                    |
| 3e                                                    | Michael Woods                                         | Canada                                                | Israel Start-Up Nation                                | 12                                                    |
| 4e                                                    | Ben O'Connor                                          | Australie                                             | AG2R Citroën                                          | 10                                                    |
| 5e                                                    | Lucas Hamilton                                        | Australie                                             | BikeExchange                                          | 8                                                     |
| 6e                                                    | Wout Poels                                            | Pays-Bas                                              | Bahrain Victorious                                    | 6                                                     |
| 7e                                                    | Anthony Perez                                         | France                                                | Cofidis                                               | 4                                                     |
| 8e                                                    | Guillaume Martin                                      | France                                                | Cofidis                                               | 2                                                     |
| modifier                                              |                                                       |                                                       |                                                       |                                                       |

| Cormet de Roselend (km 93,3) 2e catégorie (5,7 km à 6,5 %) | Cormet de Roselend (km 93,3) 2e catégorie (5,7 km à 6,5 %) | Cormet de Roselend (km 93,3) 2e catégorie (5,7 km à 6,5 %) | Cormet de Roselend (km 93,3) 2e catégorie (5,7 km à 6,5 %) | Cormet de Roselend (km 93,3) 2e catégorie (5,7 km à 6,5 %) |
| ---------------------------------------------------------- | ---------------------------------------------------------- | ---------------------------------------------------------- | ---------------------------------------------------------- | ---------------------------------------------------------- |
|                                                            | Coureur                                                    | Pays                                                       | Équipe                                                     | Point(s)                                                   |
| 1er                                                        | Nairo Quintana                                             | Colombie                                                   | Arkéa-Samsic                                               | 5                                                          |
| 2e                                                         | Sergio Higuita                                             | Colombie                                                   | EF Education-Nippo                                         | 3                                                          |
| 3e                                                         | Ben O'Connor                                               | Australie                                                  | AG2R Citroën                                               | 2                                                          |
| 4e                                                         | Michael Woods                                              | Canada                                                     | Israel Start-Up Nation                                     | 1                                                          |
| modifier                                                   |                                                            |                                                            |                                                            |                                                            |

| Montée de Tignes (km 143) 1re catégorie (21,0 km à 5,6 %) | Montée de Tignes (km 143) 1re catégorie (21,0 km à 5,6 %) | Montée de Tignes (km 143) 1re catégorie (21,0 km à 5,6 %) | Montée de Tignes (km 143) 1re catégorie (21,0 km à 5,6 %) | Montée de Tignes (km 143) 1re catégorie (21,0 km à 5,6 %) |
| --------------------------------------------------------- | --------------------------------------------------------- | --------------------------------------------------------- | --------------------------------------------------------- | --------------------------------------------------------- |
|                                                           | Coureur                                                   | Pays                                                      | Équipe                                                    | Point(s)                                                  |
| 1er                                                       | Ben O'Connor                                              | Australie                                                 | AG2R Citroën                                              | 10                                                        |
| 2e                                                        | Mattia Cattaneo                                           | Italie                                                    | Deceuninck-Quick Step                                     | 8                                                         |
| 3e                                                        | Guillaume Martin                                          | France                                                    | Cofidis                                                   | 6                                                         |
| 4e                                                        | Sonny Colbrelli                                           | Italie                                                    | Bahrain Victorious                                        | 4                                                         |
| 5e                                                        | Franck Bonnamour                                          | France                                                    | B&B Hotels p/b KTM                                        | 2                                                         |
| 6e                                                        | Nairo Quintana                                            | Colombie                                                  | Arkéa-Samsic                                              | 1                                                         |
| modifier                                                  |                                                           |                                                           |                                                           |                                                           |

### Prix de la combativité
- Ben O'Connor (AG2R Citroën)

## Classements à l'issue de l'étape

### Classement général
| Classement général | Classement général | Classement général | Classement général  | Classement général  |
|                    | Coureur            | Pays               | Équipe              | Temps               |
| ------------------ | ------------------ | ------------------ | ------------------- | ------------------- |
| 1er                | Tadej Pogačar      | Slovénie           | UAE Team Emirates   | en 34 h 11 min 10 s |
| 2e                 | Ben O'Connor       | Australie          | AG2R Citroën        | + 2 min 1 s         |
| 3e                 | Rigoberto Urán     | Colombie           | EF Education-Nippo  | + 5 min 18 s        |
| 4e                 | Jonas Vingegaard   | Danemark           | Jumbo-Visma         | + 5 min 32 s        |
| 5e                 | Richard Carapaz    | Équateur           | Ineos Grenadiers    | + 5 min 33 s        |
| 6e                 | Enric Mas          | Espagne            | Movistar            | + 5 min 47 s        |
| 7e                 | Wilco Kelderman    | Pays-Bas           | Bora-Hansgrohe      | + 5 min 58 s        |
| 8e                 | Alexey Lutsenko    | Kazakhstan         | Astana-Premier Tech | + 6 min 12 s        |
| 9e                 | Guillaume Martin   | France             | Cofidis             | + 7 min 2 s         |
| 10e                | David Gaudu        | France             | Groupama-FDJ        | + 7 min 22 s        |
| modifier           |                    |                    |                     |                     |

| Classement par points | Classement par points | Classement par points | Classement par points | Classement par points |
| --------------------- | --------------------- | --------------------- | --------------------- | --------------------- |
|                       | Coureur               | Pays                  | Équipe                | Point(s)              |
| 1er                   | Mark Cavendish        | Royaume-Uni           | Deceuninck-Quick Step | 168 points            |
| 2e                    | Michael Matthews      | Australie             | Team BikeExchange     | 130 pts               |
| 3e                    | Sonny Colbrelli       | Italie                | Bahrain Victorious    | 121 pts               |
| 4e                    | Jasper Philipsen      | Belgique              | Alpecin-Fenix         | 102 pts               |
| 5e                    | Julian Alaphilippe    | France                | Deceuninck-Quick Step | 99 pts                |
| 6e                    | Nacer Bouhanni        | France                | Arkéa-Samsic          | 99 pts                |
| 7e                    | Tadej Pogačar         | Slovénie              | UAE Team Emirates     | 89 pts                |
| 8e                    | Peter Sagan           | Slovaquie             | Bora-Hansgrohe        | 72 pts                |
| 9e                    | Matej Mohorič         | Slovénie              | Bahrain Victorious    | 62 pts                |
| 10e                   | Kasper Asgreen        | Danemark              | Deceuninck-Quick Step | 50 pts                |
| modifier              |                       |                       |                       |                       |

| Classement du meilleur grimpeur | Classement du meilleur grimpeur | Classement du meilleur grimpeur | Classement du meilleur grimpeur | Classement du meilleur grimpeur |
| ------------------------------- | ------------------------------- | ------------------------------- | ------------------------------- | ------------------------------- |
|                                 | Coureur                         | Pays                            | Équipe                          | Point(s)                        |
| 1er                             | Nairo Quintana                  | Colombie                        | Arkéa-Samsic                    | 50 points                       |
| 2e                              | Michael Woods                   | Canada                          | Israel Start-Up Nation          | 42 pts                          |
| 3e                              | Wout Poels                      | Pays-Bas                        | Bahrain Victorious              | 39 pts                          |
| 4e                              | Ben O'Connor                    | Australie                       | AG2R Citroën                    | 24 pts                          |
| 5e                              | Sergio Higuita                  | Colombie                        | EF Education-Nippo              | 22 pts                          |
| 6e                              | Guillaume Martin                | France                          | Cofidis                         | 14 pts                          |
| 7e                              | Matej Mohorič                   | Slovénie                        | Bahrain Victorious              | 11 pts                          |
| 8e                              | Dylan Teuns                     | Belgique                        | Bahrain Victorious              | 10 pts                          |
| 9e                              | Tadej Pogačar                   | Slovénie                        | UAE Team Emirates               | 10 pts                          |
| 10e                             | Lucas Hamilton                  | Australie                       | Team BikeExchange               | 9 pts                           |
| modifier                        |                                 |                                 |                                 |                                 |

| Classement général du meilleur jeune | Classement général du meilleur jeune | Classement général du meilleur jeune | Classement général du meilleur jeune | Classement général du meilleur jeune |
|                                      | Coureur                              | Pays                                 | Équipe                               | Temps                                |
| ------------------------------------ | ------------------------------------ | ------------------------------------ | ------------------------------------ | ------------------------------------ |
| 1er                                  | Tadej Pogačar                        | Slovénie                             | UAE Team Emirates                    | en 34 h 11 min 10 s                  |
| 2e                                   | Jonas Vingegaard                     | Danemark                             | Jumbo-Visma                          | + 5 min 32 s                         |
| 3e                                   | David Gaudu                          | France                               | Groupama-FDJ                         | + 7 min 22 s                         |
| 4e                                   | Aurélien Paret-Peintre               | France                               | AG2R Citroën                         | + 11 min 54 s                        |
| 5e                                   | Sergio Higuita                       | Colombie                             | EF Education-Nippo                   | + 44 min 1 s                         |
| 6e                                   | Valentin Madouas                     | France                               | Groupama-FDJ                         | + 56 min 50 s                        |
| 7e                                   | Lucas Hamilton                       | Australie                            | Team BikeExchange                    | + 57 min 23 s                        |
| 8e                                   | Mark Donovan                         | Royaume-Uni                          | Team DSM                             | + 1 h 0 min 55 s                     |
| 9e                                   | Brent Van Moer                       | Belgique                             | Lotto-Soudal                         | + 1 h 12 min 3 s                     |
| 10e                                  | Dorian Godon                         | France                               | AG2R Citroën                         | + 1 h 13 min 1 s                     |
| modifier                             |                                      |                                      |                                      |                                      |

| Classement par équipes | Classement par équipes | Classement par équipes | Classement par équipes |
|                        | Équipe                 | Pays                   | Temps                  |
| ---------------------- | ---------------------- | ---------------------- | ---------------------- |
| 1re                    | Bahrain Victorious     | Bahreïn                | en 102 h 51 min 7 s    |
| 2e                     | AG2R Citroën           | France                 | + 18 min 4 s           |
| 3e                     | Ineos Grenadiers       | Royaume-Uni            | + 27 min 33 s          |
| 4e                     | Astana-Premier Tech    | Kazakhstan             | + 34 min 1 s           |
| 5e                     | EF Education-Nippo     | États-Unis             | + 42 min 38 s          |
| 6e                     | Bora-Hansgrohe         | Allemagne              | + 57 min 6 s           |
| 7e                     | Jumbo-Visma            | Pays-Bas               | + 59 min 11 s          |
| 8e                     | UAE Team Emirates      | Émirats arabes unis    | + 1 h 6 min 18 s       |
| 9e                     | Movistar               | Espagne                | + 1 h 13 min 13 s      |
| 10e                    | Trek-Segafredo         | États-Unis             | + 1 h 14 min 59 s      |
| modifier               |                        |                        |                        |

## Abandons
- Primož Roglič (Jumbo-Visma) : non-partant[2], conséquence de sa chute lors de la 3e étape.
- Mathieu van der Poel (Alpecin-Fenix) : non-partant[2], pour préparer l'épreuve de VTT aux Jeux olympiques.
- Tim Merlier (Alpecin-Fenix) : abandon[2]
- Nans Peters (AG2R Citroën) : abandon[2]
- Jasper De Buyst (Lotto-Soudal) : abandon[2]
- Stefan de Bod (Astana-Premier Tech) : hors délais[2]
- Arnaud Démare (Groupama-FDJ) : hors délais[2]
- Loïc Vliegen (Intermarché-Wanty-Gobert Matériaux) : hors délais[2]
- Bryan Coquard (B&B Hotels p/b KTM) : hors délais[2]
- Anthony Delaplace (Arkéa-Samsic) : hors délais[2]
- Jacopo Guarnieri (Groupama-FDJ) : hors délais[2]
- Nicholas Dlamini (Qhubeka NextHash) : hors délais[2]